# Roncade
Roncade (velenceiül Roncae) település Olaszországban, Veneto régióban, Treviso megyében. Lakosainak száma 14 613 fő (2023. január 1.). Roncade Meolo, Monastier di Treviso, San Biagio di Callalta, Casale sul Sile, Quarto d'Altino és Silea községekkel határos.

## Népesség
A település népességének változása:
| Lakosok száma | 14 471 | 14 561 | 14 613 |
|               | 2017   | 2018   | 2023   |

## Híres szülöttjei
- Pietro Grosso labdarúgó